# Gilbert Beuchat
Gilbert Beuchat (* 22. Februar 1935 in Boncourt) ist ein ehemaliger Schweizer Radrennfahrer.

## Sportliche Laufbahn
Beuchat begann 1952 mit dem Radsport. 1954 qualifizierte er sich mit zwei Siegen in Eintagesrennen für die A-Klasse der Amateure in der Schweiz. 1956 gewann er das Strassenrennen in Fribourg und die Nordwestschweizer Rundfahrt, wurde in letzterem Rennen aber nachträglich distanziert. Er wurde in die Nationalmannschaft berufen und startete im Rennen der UCI-Strassen-Weltmeisterschaften.
In der Saison 1957 siegte er im Rennen Rund um Vorarlberg, 1958 wurde er Zweiter im Grossen Preis von Genf. Beuchat war am Start der Internationalen Friedensfahrt, schied jedoch in dem Etappenrennen aus.
Im Sommer 1958 wurde er Berufsfahrer im Radsportteam Alpa. 1959 belegte er in der Marokko-Rundfahrt den 6. Platz im Endklassement.